# Pietroșani (Teleorman)
Pietroșani is een Roemeense gemeente in het district Teleorman.
Pietroșani telt 3040 inwoners.